# 마리 뒤부아
마리 뒤부아(Marie Dubois, 1937년 1월 12일 ~ 2014년 10월 15일)는 프랑스의 배우이다.

## 영화
- 피아니스트를 쏴라
- 여자는 여자다
- 쥴 앤 짐
- 사자 자리 (영화)
- 파리 대탈출
- 순수한 사람들
- 라 미나스
- 당신을 오랫동안 사랑했어요
- 내 미국 삼촌
- 그랑기뇰
- 사기 (1997년 영화)